# روی اسمیت (بازیکن فوتبال، زاده ۱۹۹۰)
روی اسمیت (انگلیسی: Roy Smith؛ زادهٔ ۱۹ آوریل ۱۹۹۰) بازیکن فوتبال اهل کاستاریکا است. وی همچنین در مدافع تیم ملی فوتبال کاستاریکا بازی کرده‌است.